# Eclipse (жевательная резинка)
Eclipse — жевательная резинка, впервые представленная в США компанией Wrigley в 1999 году. Создана по образцу канадской жевательной резинки Excel, производство которой началось в 1991 году.

## Описание
Eclipse — бренд, который обещает подарить людям «мощное свежее дыхание». Жевательные резинки Eclipse продаются в США, Австралии и Латвии, а в Канаде — под названием Excel. Мятные жевательные резинки Eclipse продаются в США, Малайзии, Австралии, Новой Зеландии, Сингапуре, Латвии, Тайване, Южной Корее и Гонконге под названием Eclipse Mints, а в Канаде — под названием Excel Mints. В Болгарии жевательные резинки Eclipse продаются под названием Airwaves (ранее под таким названием жевательные резинки продавались в Австралии).

## Жевательная резинка
Жевательная резинка Excel выпускается в Канаде с 1991 года, за 8 лет до начала производства Eclipse. Жевательная резинка Eclipse, созданная по образцу Excel, была представлена в 1999 году в США компанией Wrigley. Eclipse считается первой пеллетной жевательной резинкой в США. Продукт содержится в блистерных упаковках (по 12 гранул), разделённых упаковках (по 18 гранул) и пластиковых контейнерах Big-E-Pak (по 60 гранул).
В конце 2007 года Американская стоматологическая ассоциация присвоила знак одобрения жевательной резинке Eclipse без сахара. Orbit и Extra, два других продукта жевательной резинки от той же компании, также имеют печать ADA.

## Mints
Мятные жевательные резинки Eclipse Mints также продаются компанией Wrigley. Вкусы: мята (в зелёной упаковке), мята перечная и Black Chill (в синей упаковке), зимний мороз (в тёмно-синей упаковке), корица (в розовой упаковке), апельсин (в оранжевой упаковке) и чёрная смородина (в фиолетовой упаковке).
Ингредиентами австралийского и новозеландского продукта с корицей являются сорбит, ароматизатор, антислеживающий агент (470 г), сахарозаменители (955 г, 950 г) и красители (129 г, 133 г); в то время как апельсиновый Eclipse содержит пищевую кислоту (330 г), подсластитель (951 г) и красители (102 г, 129 г). Сообщается, что Eclipse со вкусом апельсина также содержит фенилаланин.
В состав Eclipse входит «натуральный ингредиент», который, как научно доказано, помогает убивать микробы, вызывающие неприятный запах изо рта. Такой ингредиент не указан, но этикетка указывает на патент на него, находящийся на рассмотрении. На веб-сайте Wrigley для Eclipse ингредиент описывается как экстракт коры магнолии (MBE), который берёт своё начало в китайской медицине. В лабораторных тестах говорится, что MBE убил почти все бактерии полости рта, включая те, которые вызывают неприятный запах изо рта и кариес. Eclipse является первым продуктом в США, содержащим MBE.
Мятные леденцы Eclipse упакованы в стальную коробку, пригодную для вторичной переработки. Верхняя часть коробки крепится с помощью металлического шарнира (настоящий шарнир, а не живой шарнир, как у многих коробочных Eclipse Mints). Верхняя часть может быть открыта и отодвинута назад на шарнире, чтобы удобнее было брать леденцы. При открытии коробки появляется слоган «мощное свежее дыхание» (англ. «powerful fresh breath»), напечатанный на приподнятой металлической пластине на внутренней поверхности крышки.
В Австралии компания Mars запустила программу Fresh Futures, чтобы поддержать индийские сообщества, выращивающие мяту. По словам производителя, Fresh Futures стремится продвигать науку о растениях и инвестировать в фермеров, выращивающих мяту, и их общины в Уттар-Прадеше, чтобы их урожай «процветал в течение нескольких поколений». Уттар-Прадеш находится в самом сердце региона выращивания мяты в Индии, и на его долю приходится около 75% свежей мяты в мире, ключевого ингредиента Eclipse Mints.
В каждой упаковке содержится 50 мятных леденцов массой нетто 1,2 унций (34 г). В марте 2019 года в Австралии масса была уменьшена до 17 г, но цена осталась на уровне 2 долларов, по сравнению с оригинальной упаковкой на специальном показе в Woolworths.